# Arenshausen
Arenshausen è un comune di 1 008 abitanti della Turingia, in Germania.

Appartiene al circondario dell'Eichsfeld ed è parte della Verwaltungsgemeinschaft Hanstein-Rusteberg.